# Ferme d'en bas
La ferme d'en bas est un immeuble classé de la section de Hollogne-sur-Geer faisant partie de la commune de Geer en Belgique (province de Liège).

## Localisation
Les bâtiments de cette ferme se situent dans le village hesbignon de Hollogne-sur-Geer, le long de la rue du Centre, aux nos 53/55. L'altitude est de 125 m.

## Historique et description
La ferme est construite en plusieurs étapes depuis le XVIIe siècle.
La ferme en carré se constituée de quatre ailes de longueurs de 30 à 45 mètres formant une cour intérieure trapézoïdale principalement pavée d'une superficie totale d'environ 600 m2. Les différents bâtiments ont été élevés sur deux niveaux en briques, généralement enduites en couleur jaune pale sur un soubassement cimenté. Côté rue (aile nord), à l'est du portail d'entrée en anse de panier, se trouve le corps de logis érigé du début du XVIIIe siècle et accessible depuis la cour intérieure par un perron menant à la porte d'entrée. Les encadrements des différentes baies (dont plusieurs à traverse pour le corps de logis) sont réalisés en pierre calcaire. À l’angle nord-est, se dresse une tour-colombier de la première moitié du XVIIe siècle qui domine sur trois niveaux l’ensemble des bâtiments agricoles. Une partie des toitures est en tuiles rouges et une autre partie en ardoises.

## Classement
La ferme (façades et toitures) ainsi que l'intérieur du colombier, de la bergerie, de l'aile nord avec son mobilier d'origine et l'ensemble formé par cette ferme et ses abords à Hollogne-sur-Geer sont classés depuis le 9 janvier 1990 et repris sur la liste du patrimoine immobilier classé de Geer . La ferme est une propriété privée qui ne se visite pas.

## Sources et liens externes
- Inventaire du patrimoine immobilier culturel
- Cirkwi.com